# Église protestante d'Algérie
Ne doit pas être confondu avec Église protestante unie d'Algérie ou Église protestante kabyle.
L'Église protestante d'Algérie est une Église unie protestante en Algérie. Elle est membre de l'Alliance réformée mondiale et du Conseil méthodiste mondial.

## Organisation
Elle est présidée par Salah Eddine Chalah[Depuis quand ?].

### Secrétaires généraux
- 1972-2008 : Hugh Johnson
- 2008-2016 : Mustapha Krireche[1]
- depuis 2016 : Nourredine Benzid[2].

## Histoire
L’Église protestante d’Algérie (EPA) est fondée en 1972 par l'union de plusieurs églises réformées déjà présentes dans le pays,,. Elle a été officiellement reconnue par le gouvernement en 2011,,,.  
Le nombre des membres de l’EPA n’est pas connu avec exactitude, faute de recensements actualisés. Toutefois, selon des estimations du Conseil œcuménique des Églises, le nombre de membres serait entre 5 000  à 15 000. Le nombre de protestants algériens membres de communautés n’appartenant pas à l’EPA serait semblable[réf. nécessaire].
L'une des communautés les plus importantes de l'EPA est l'association Tafat, qui regroupe près de 120 fidèles à Tizi-Ouzou en Kabylie. Son  pasteur  est  Mustapha  Krireche, un ancien  musulman. Cette association a fait l’objet de fréquentes attaques.
Dans les années qui ont suivi sa fondation, certaines églises néo-évangéliques n’ayant pas les mêmes croyances que l’EPA se seraient affiliées à l’organisation afin de bénéficier de son autorisation, mais leur dynamisme dans l’évangélisation a inquiété les autorités.

## Persécutions

### Période 2006-2010
- En février 2006, l'ordonnance 06-03 a été promulguée par le gouvernement algérien afin de restreindre les conversions vers le christianisme. Dès l'entrée en vigueur de la loi en octobre 2006, les autorités ont entamé une campagne de répression contre les évangéliques[12].

- En 2007, l'Église protestante d’Algérie a fait l'objet de controverses relatifs à la liberté de religion en Algérie. En effet, plusieurs de ses dirigeants affirment qu'ils sont ouvertement persécutés par le ministère de l'intérieur algérien[13].

- Début 2008, sur 52 églises, une trentaine a été obligée par les autorités de fermer ses portes pour raison d'absence de reconnaissance officielle[14]. Ainsi, le vendredi 4 avril 2008, la police locale a interrompu le culte de l'Église de Tizi Ouzou. Cette nouvelle et une photo prise lors de l'intervention ont été médiatisées dans le monde entier. Au niveau plus personnel, une chrétienne a été arrêtée parce qu'elle transportait 11 Évangiles et 3 responsables d'Église ont été condamnés en première instance à 3 ans de prison et 5 000 € d'amende. Le pasteur Hugh Johnson, ancien président de l'EPA, n'a pas reçu de nouvelle carte de séjour après 45 ans de services. Il a été contraint à quitter le pays[15].

- Procès de Habiba Kouider pour prosélytisme (mai 2008). Convertie en 2004 à l'église d'Oran, Habiba Kouider a été arrêtée le 29 mars 2008 par des gendarmes à Tiaret, en possession d’une douzaine d’exemplaires de la bible[16]. Sous les chefs d'accusation de "prosélytisme" et de "pratique d’un culte non-musulman sans autorisation"[17], le procureur près le tribunal de Tiaret a requis contre Mme Kouider trois ans de prison ferme, lors du procès qui a eu lieu le 20 mai 2008. Finalement, sous la pression des ONG des droits de l’homme et de la communauté internationale, le tribunal a décidé de surseoir au verdict en ordonnant un complément d'enquête. En 2016, cette affaire était toujours pendante[12] ! Selon la fédération internationale des droits de l’Homme (FIDH), ce procès constitue une violation du droit à la liberté de religion garanti par l’article 18 du Pacte International relatif aux Droits civils et politiques ratifié par l’Algérie en 1989, par l’article 36 de la Constitution algérienne qui garantit la liberté de conscience ainsi que par l’article 2 de l’ordonnance no 06-03 garantissant le libre exercice du culte[18].

- Condamnation de quatre chrétiens à des peines de prison avec sursis (juin 2008)[19] : inculpés de "pratique illégale d’un culte non musulman", quatre chrétiens ont été condamnés par le tribunal de Tiaret à différentes peines de prison avec sursis et à payer des amendes : Rachid Seghir, condamné à 6 mois de prison avec sursis assortis d'une amende de 200 000 DA ; et de Dillali, Abdelhak et Chaabane, condamnés tous les trois à 2 mois de prison avec sursis assortis d'une amende de 100 000 DA chacun.

- Condamnation de deux chrétiens à des peines de prison avec sursis (juillet 2008) : Rachid Mohammed Seghir, 40 ans, et Djallal Dahmani, 25 ans, ont été condamnés le 2 juillet 2008 par le tribunal correctionnel de Tissemsilt (305 km à l’Ouest d’Alger) à six mois de prison avec sursis et à une amende de 100 000 dinars (soit 1 000 euros) sous les chefs d’inculpation de "prosélytisme" et d'"exercice illégal d’un culte non musulman"[20]. Khelloudja Khalfoun, l’avocate de Rachid et Djallal, a expliqué que ses clients ont été arrêtés en avril 2007 parce qu’ils "distribuaient des documents afin de troubler la foi musulmane". Ils avaient déjà été condamnés en novembre 2007 par contumace à deux ans de prison ferme et à verser 500 000 dinars (soit 5 000 euros) d’amende. Ils avaient alors demandé à être rejugés en leur présence. Le même jour, devant le même tribunal, six autres chrétiens comparaissaient pour "distribution de tracts visant à ébranler la foi des musulmans"[20].

- Attaque du temple de l'association Tafat à Tizi-Ouzou le lendemain de Noël 2009 par les habitants de la cité voisine, la cité Bekkar, mollement contenue par la police[21].

### Période 2010-2012
- Un chrétien condamné à un an de prison avec sursis dans la wilaya de Jijel (juin 2010)[réf. nécessaire]. Accusé de prosélytisme, B. Abdelhamid, un chrétien de la wilaya de Jijel (300 km environ à l’Est d’Alger) a été condamné le 15 juin 2010 par le tribunal correctionnel de Jijel à un an de prison avec sursis. Lors du premier jugement, il avait écopé de deux ans de prison ferme assortis d'une amende de 500 000 DA, avant que sa peine ne soit allégée.

- Quatre chrétiens poursuivis en justice pour "pratique d’un culte dans un lieu non autorisé" (août 2010). Hawag Idir, Makrani Nasser, Raid Abdenour et Mahmoud Yahou, ont été convoqués le 8 août 2010 au tribunal de Larbaâ Nath Irathen (wilaya de Tizi Ouzou)  pour  répondre au chef d’inculpation de "création d’un lieu de culte sans l’autorisation des pouvoirs publics" - lesquels pouvoirs publics refusent d'accorder toute autorisation. Ce procès a été reporté au 26 septembre, puis au 10 octobre 2010. Un imposant sit-in a été organisé devant le tribunal de Larbâa  par la communauté chrétienne en Algérie et des militants des droits de l’homme en guise de soutien à ces quatre chrétiens, qui ont été finalement relaxés. Selon l’avocate Rahmani Fatiha, "cette accusation reste une atteinte à la liberté individuelle de (ses clients)"[22].

- Condamnation d'un chrétien à cinq ans de prison ferme assortis d’une amende de 200 000 DA (avril 2011). Arrêté en avril 2011 pour "prosélytisme" et "offense au prophète de l’Islam", Karim Siaghi (30 ans), résidant dans la wilaya d’Oran, a été condamné, le 25 mai 2011, à cinq ans de prison ferme et 200 000 DA d’amende (soit 24 000 euro) bien que l'accusateur, un voisin de l'accusé, n'ait pas été présent au procès. L’avocat de la défense a fait appel. Le procureur près le tribunal d’Oran a ensuite reporté à deux reprises le verdict, tout en ordonnant un complément d’enquête. Le 19 novembre 2012, Karim a été convoqué par le tribunal. Une confrontation a eu lieu pour la première fois entre Karim et son accusateur, accompagné de deux témoins. Karim comparaitra donc de nouveau devant le juge. Toutefois, la date de son procès n’est pas encore fixée. On relève la présence de musulmans parmi les soutiens de Karim Siaghi[23],[24],[25].

- Mai 2011 : arrêté de fermeture administrative de tous les lieux de culte protestants de la région de Bejaia (Kabylie). Le 8 mai 2011, le wali (préfet) Ahmed  Hammou  Touhami ordonne par un arrêté la fermeture de tous les lieux de culte protestants de la région, soit sept temples, cela pour se mettre en conformité avec l’ordonnance de  2006  régissant  les  cultes  non  musulmans, qui imposait une autorisation préalable pour ouvrir un lieu de culte. Les démarches de mise en conformité étant en cours, le préfet reviendra sur sa décision, assurant le président de l'EPA lors d'un entretien le 8 juin 2011, qu'il n'y aurait finalement pas de fermeture des églises dans le département. Le responsable de l'EPA a néanmoins dit attendre confirmation officielle de l'abrogation de l'arrêté de fermeture[5].

- Le temple protestant d’Ouargla (une wilaya située au Sud de l’Algérie) a été saccagé par des individus dans la nuit du mercredi 1er février 2012. Les auteurs de cet acte de vandalisme ont fait irruption à l’intérieur de cette église après avoir défoncé le portail extérieur. À noter que le pasteur de cette église, affiliée à l’EPA, a été menacé de mort[26].

- Le temple protestant de Mostaganem avait été confisqué en 1976 par les autorités locales de cette wilaya et mis gracieusement à disposition du centre de santé de la ville. Malgré la libération des locaux en janvier 2012, et malgré ses titres de propriété, l’EPA n’a pas pu récupérer son lieu de culte. Le tribunal de Mostaganem a décidé la fermeture du lieu (juin 2012). L’affaire est toujours en cours[27].

- Peine de prison ferme pour un jeune chrétien (juillet 2012). Un jeune chrétien kabyle, Mohamed Ibouène, a été condamné par le tribunal de Bechar, au sud de l’Algérie, à un an de prison ferme et une amende de 50 000 DA pour le chef d’inculpation "d’incitation d’un musulman, avec pression, à changer de religion", autrement dit pour prosélytisme, à la suite d'une dénonciation d'un collègue. Il a fait appel de ce jugement et le verdict de la cour d'appel, prononcé 2013, annule la peine d'emprisonnement mais double l'amende[28].

- Le 20 juillet 2012, l’église de Freha, dans la wilaya de Tizi Ouzou, a fait l’objet d’une tentative de saccage.[réf. nécessaire] La communauté chrétienne de cette localité a été contrainte de déménager vers un autre endroit.

- Début septembre 2012, des individus ont menacé de brûler le temple protestant d’Ouargla (au sud de l’Algérie) pour protester contre le film "l’Innocence des musulmans".[réf. nécessaire] Le pasteur de cette église a appelé la police qui a ouvert une enquête sur cette affaire.

### Période de 2013 à nos jours
Les attaques administratives ont cessé. Toutefois, les procès suivants ne  sont pas terminés :
- l’affaire Karim Siaghi : condamné en première instance par le tribunal d’Oran à cinq ans de prison ferme et au versement d’une amende de 200 000 DA, Karim Siaghi a fait appel du jugement du procureur. Le tribunal a demandé un complément d’enquête.  La date du procès de Karim n’est pas encore arrêtée ;
- l’affaire Habiba Kouider : elle a été condamnée, le 20 mai 2008, à trois ans de prison ferme pour prosélytisme. Elle a fait appel du jugement du procureur. Le tribunal a demandé un complément d’enquête.
- l'affaire de la spoliation du temple de Mostaganem.

Les lois restrictives restent en vigueur :
- Un chrétien algérien d’une quarantaine d’années a ainsi été arrêté lundi 30 novembre 2015 à Mostaganem, pour avoir été en possession de 4 nouveaux testaments. Il a passé une semaine en détention puis a été libéré après comparution devant le procureur le 7 décembre. À l'issue , la police a prétendu qu'il avait été arrêté à la suite de la découverte d'un couteau dans son véhicule[29].

En outre, les persécutions du fait de la population travaillée par les idées islamistes restent d'actualité :
- Dans la nuit du 7 au 8 janvier 2016, l'église protestante Tafat de Tizi Ouzou a été saccagée. Le mobilier et les objets du culte ont été volés ou détruits. Des habitants du quartier, apparentés au courant islamiste, sont clairement impliqués[30].

En 2018, une nouvelle vague de « contrôles administratifs » frappent l’Église protestante d’Algérie. Selon la presse algérienne, une commission composée de fonctionnaires des ministères des affaires religieuses et de l’intérieur, de gendarmes et de pompiers, a visité 25 des 45 Églises affiliées à l’Église protestante d’Algérie. Ces visites ont été suivies de mises en demeure de remise en conformité, puis de fermetures à l'issue du délai accordé (3 mois). L’Église protestante d’Algérie a dénoncé « des intimidations » et l’impossibilité de se mettre en conformité avec les règles en vigueur.
Le jeudi 17 octobre 2019, treize fidèles ont été interpellés à Tizi Ouzou avant d’être relâchés. Ils participaient à un rassemblement devant le siège de la Wilaya de Tizi Ouzou pour protester contre la mise sous scellés de trois de leurs lieux de culte.

### Situation juridique
Les procès contre les chrétiens en Algérie sont en principe fondés soit sur le code pénal algérien, soit sur l’ordonnance du 28 février 2006 règlementant la pratique des cultes non musulmans. Cette ordonnance réprime le prosélytisme (le fait d'inciter quelqu'un à changer de religion) et les célébrations religieuses en dehors des bâtiments affectés au culte, lesquels doivent avoir reçu une autorisation administrative préalable. En revanche, il n’existe aucun texte de loi qui conditionnerait la pratique d’un culte non musulman à une autorisation. Le chef d'accusation de "pratique d’un culte non musulman sans autorisation" utilisé par exemple par le tribunal de Tiaret à l'encontre de Habiba Kouider est donc fantaisiste, sans doute le fruit de convictions personnelles de la part du juge,. 
L’EPA dénonce une autre législation contraignante : la loi sur les associations adoptée en janvier  2012. Cette loi impose un délai de deux ans aux associations pour  se conformer à différents critères afin de pouvoir continuer à être officiellement enregistrées au  niveau national. Cette loi permet au gouvernement de suspendre une association arbitrairement au motif "d'ingérence dans les affaires internes du pays" ou "d'atteinte à la souveraineté nationale". Elle oblige, sous peine de dissolution, les anciennes associations à déposer une nouvelle demande d'autorisation en passant par "un véritable labyrinthe administratif" (selon Human Rights Watch) et institue un critère de représentativité nationale qui n'est rempli qu'avec difficulté par les protestants. Cette loi est vivement critiquée tant par Amnesty International que par Human Rights Watch qui ont constaté que l'administration refusait fréquemment et arbitrairement les autorisations, laissant les communautés protestantes dans un vide juridique les empêchant de recevoir tout financement de l'étranger ou de tenir des réunions publiques.

### Situation médiatique
En 2007-2008, une campagne de presse soutenue, notamment dans la presse arabophone algérienne, avait fait du prosélytisme évangélique en Algérie un sujet majeur. La presse traite la plupart des persécutions comme de simple faits divers.